# ناحیه راتس‌کوه
ناحیه راتس‌کِوِه (به مجاری: Ráckevei járás) یک منطقهٔ مسکونی در مجارستان است که در پِشت واقع شده‌است. ناحیه راتس‌کِوِه ۴۱۷٫۰۵ کیلومتر مربع مساحت و ۳۵٬۷۳۲ نفر جمعیت دارد. همچنین نام شهر از نام مرکز منطقه گرفته شده. این منطقه درست در منطقه آماری مجارستان مرکزی واقع شده‌است.

## نگارخانه

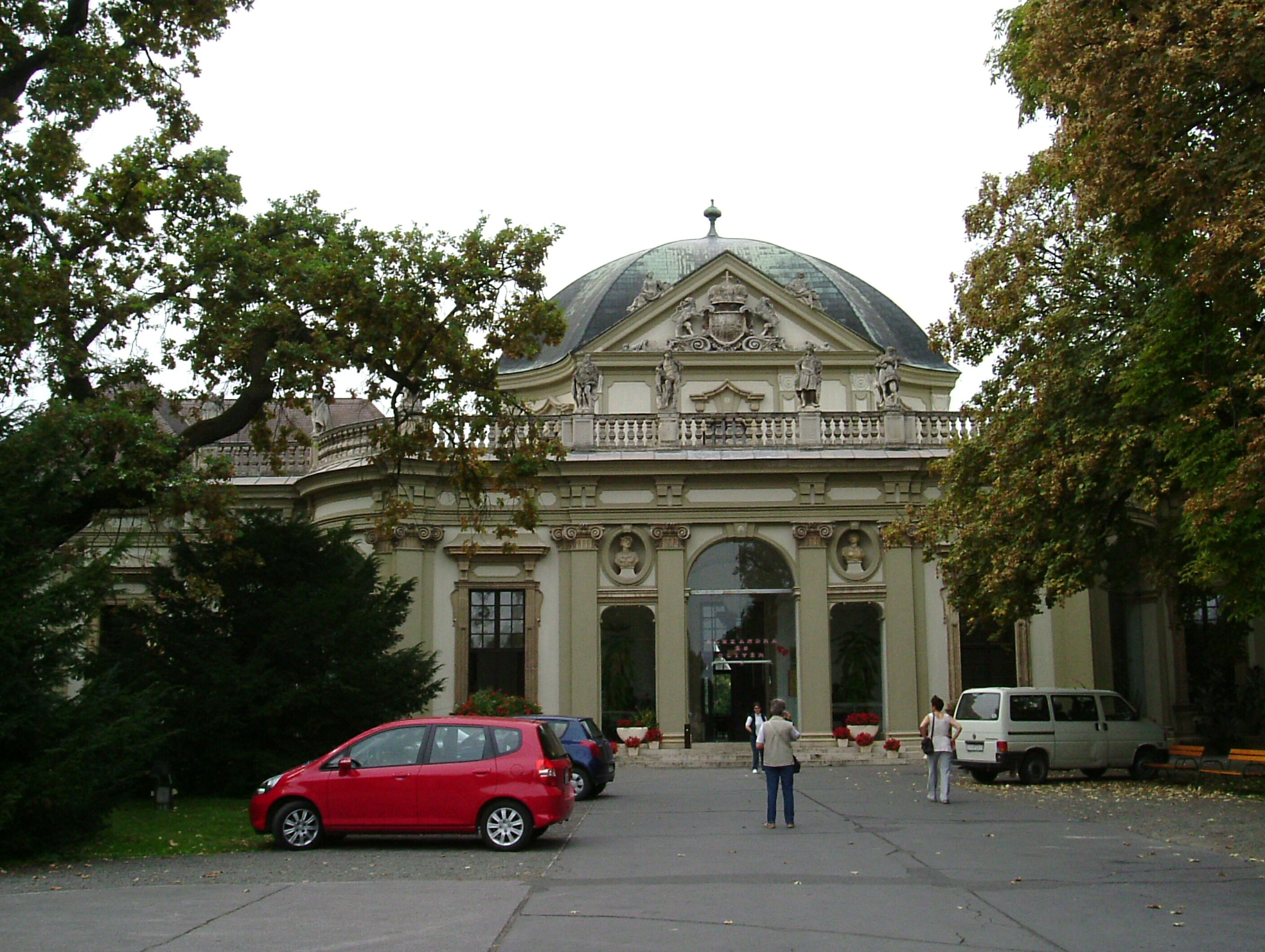
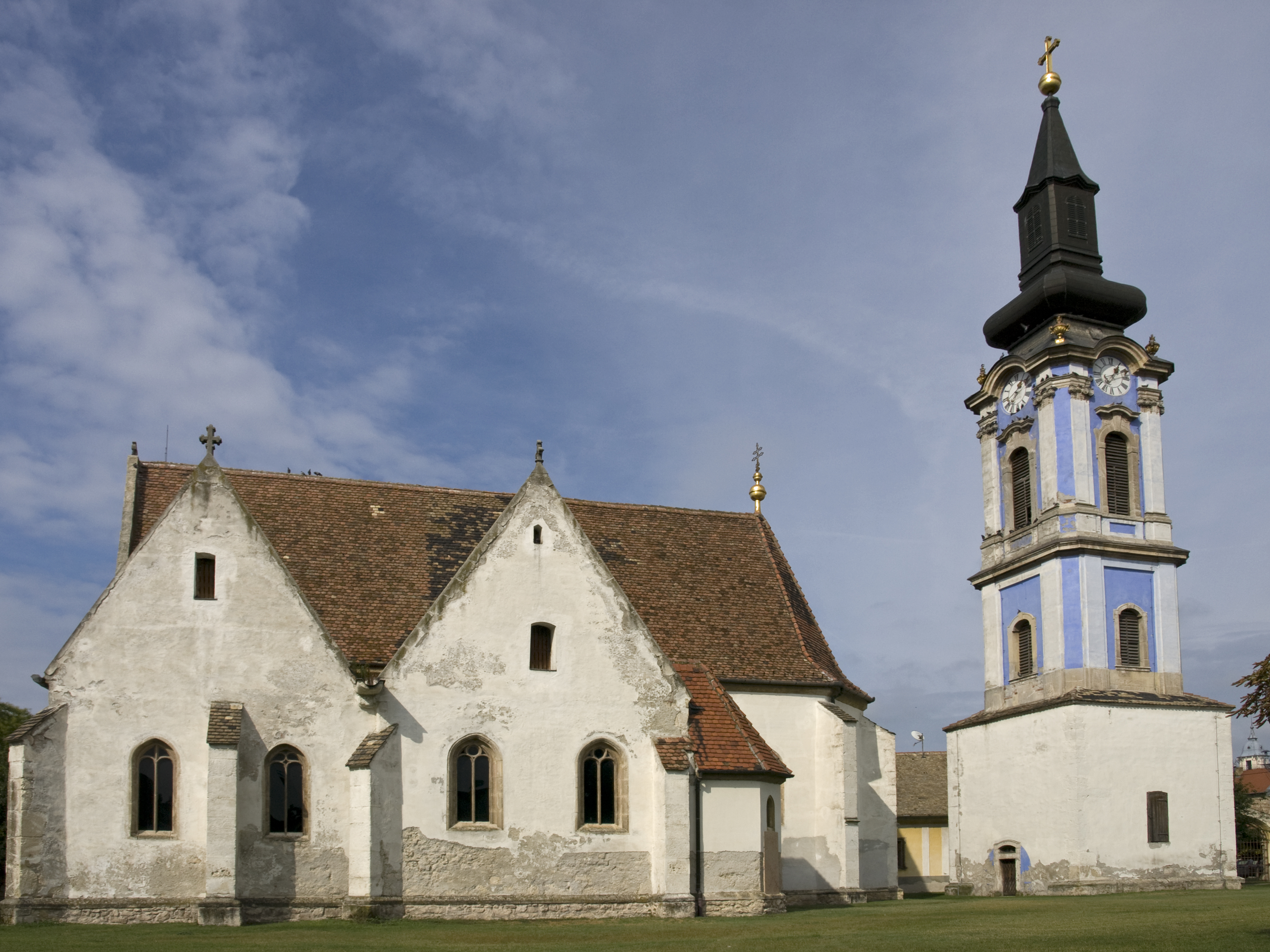
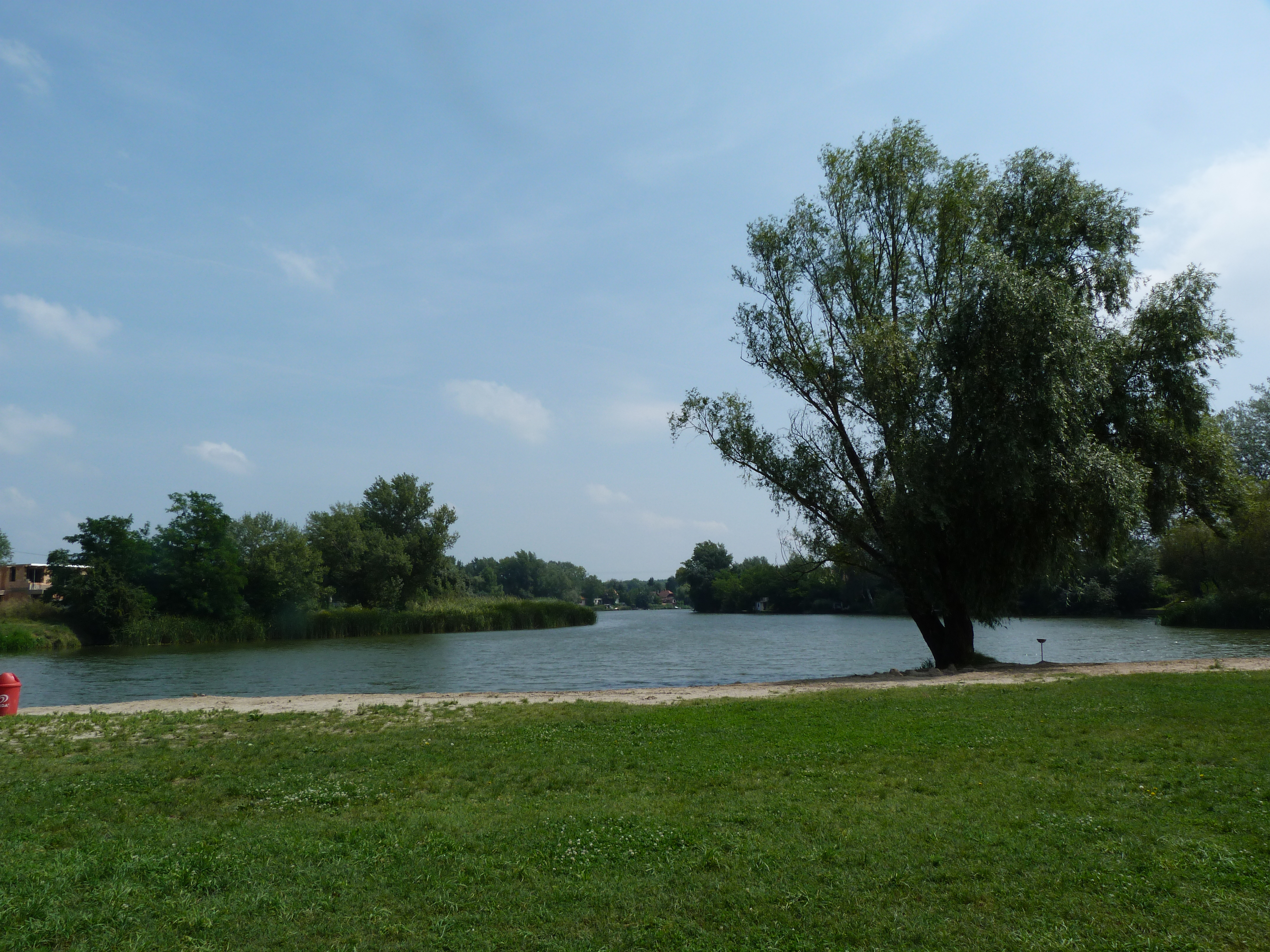
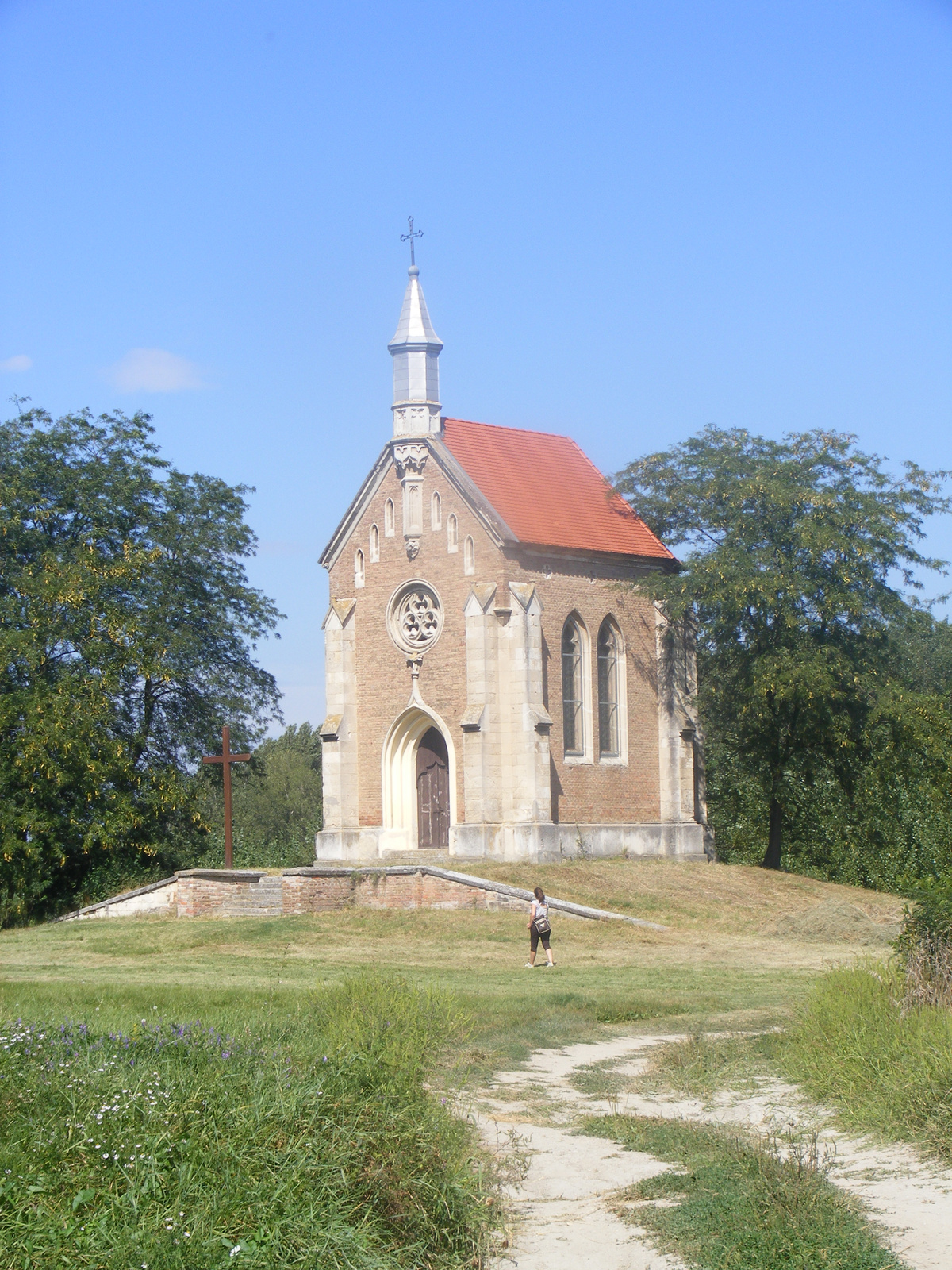